# فمینیسم در جمهوری ایرلند
فمینیسم در جمهوری ایرلند شامل مجموعه‌ای از جنبش‌های اجتماعی و سیاسی است که نقش بزرگی در شکل‌دهی به جایگاه حقوقی و اجتماعی زنان در ایرلند امروزی ایفا کرده‌اند. نقش زنان در این کشور با اصلاحات قانونی و سیاسی متعددی در نیمه دوم قرن بیستم و به‌طور خاص در دهه ۱۹۷۰، بهبود یافته است.

## تاریخچه

### ۱۸۷۰ تا ۱۹۱۰: پیش از استقلال
جنبش زنان در منطقه‌ای که بعدها به جمهوری ایرلند تبدیل شد، از نیمه دوم قرن نوزدهم آغاز شد. پیشگام این جنبش در ایرلند، آنا هاسلم بود که در سال ۱۸۷۶ انجمن رأی‌دهی زنان دوبلین (DSWA) را بنیان نهاد. این انجمن پس از انجمن رأی‌دهی زنان ایرلند (تأسیس‌شده توسط ایزابلا تاد در سال ۱۸۷۲)، دومین انجمن رأی‌دهی زنان محسوب می‌شد و برای افزایش نقش زنان در مدیریت محلی و امور عمومی اجتماعی تلاش می‌کرد.
پس از DSWA، سازمان‌هایی نظیر اتحادیه حق رأی زنان ایرلند (۱۹۰۸)، انجمن رأی‌دهی زنان کاتولیک ایرلند (۱۹۱۵) و فدراسیون رأی‌دهی زنان ایرلند (IWSF) شکل گرفتند که هدفشان متحد کردن جوامع پراکنده حامی حق رأی در ایرلند بود. همچنین، اتحادیه کارگران زن ایرلند که در ۵ سپتامبر ۱۹۱۱ تأسیس شد، از دیگر نهادهای مهم برای حقوق زنان بود؛ این اتحادیه آن زمان پس از محرومیت زنان از عضویت در سایر اتحادیه‌های کارگری ایجاد شد.

### ۱۹۱۰ تا ۱۹۲۰: انقلاب و حق رأی

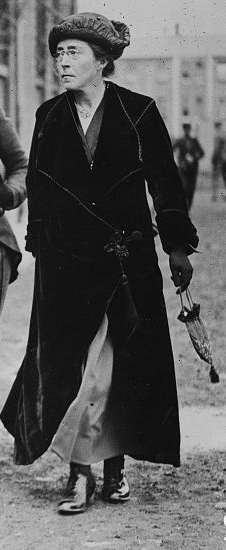
هانا شیهی در ۱۹۱۶

زنان به‌طور فعال در قیام عید پاک سال ۱۹۱۶، که مهم‌ترین خیزش در ایرلند از زمان شورش ۱۷۹۸ بود، شرکت کردند. هانا شیهی اسکفینگتون، فعال حقوق رأی زنان، در سخنرانی‌هایش در سال ۱۹۱۷ اظهار داشت: «این تنها نمونه‌ای است که من در تاریخ می‌شناسم که مردان در مبارزه برای آزادی، به‌صورت داوطلبانه زنان را نیز شامل کردند.» حدود ۳۰۰ زن در جنگ استقلال ایرلند که پس از آن رخ داد، مشارکت داشتند؛ بسیاری از آنان عضو گروه شبه‌نظامی جمهوری‌خواه ایرلند به نام کومن نامبن بودند. در آستانه مراسم یادبود قیام عید پاک در سال ۲۰۱۶، چند تاریخ‌دان تلاش کردند تا نقش زنان را برجسته کنند. کتاب «ما آنجا بودیم: ۷۷ زن قیام عید پاک» نوشته مری مک آلیف و لیز گیلیس، داستان ۷۷ زنی را که به دلیل مشارکت در این قیام زندانی شدند، مستند کرده است. این زنان معمولاً فعالانی بودند که به روش‌های گوناگون برای عدالت اجتماعی و برابری مبارزه کرده بودند.
در زمان سلطه بریتانیا بر ایرلند، از سال ۱۹۱۸، مانند سایر نقاط بریتانیا، زنان می‌توانستند از سن ۳۰ سالگی رأی دهند. در حالی که مردان از ۲۱ سالگی بدون هیچ شرطی حق رأی داشتند. پس از جدایی ایرلند از بریتانیا در سال ۱۹۲۲، دولت آزاد ایرلند حقوق رأی برابر به زنان و مردان اعطا کرد. بر اساس قانون، «همه شهروندان دولت آزاد ایرلند، بدون تمایز جنسیتی، با رسیدن به سن بیست و یک سالگی، حق رأی برای انتخاب اعضای پارلمان و مشارکت در همه‌پرسی را خواهند داشت.» وعده‌های برابری مطرح‌شده در اعلامیه استقلال ایرلند در قانون اساسی سال ۱۹۲۲ گنجانده شد؛ همان سالی که زنان ایرلند به حق رأی دست یافتند.
بااین‌حال، در سال ۱۹۴۲ قانونی وضع شد که کارمندان زن در بخش دولتی را ملزم می‌کرد پس از ازدواج بازنشسته شوند.همچنین، بر اساس قانون هیئت‌منصفه سال ۱۹۲۷، زنان از خدمت در هیئت‌منصفه معاف بودند، اما حق شرکت در آن را داشتند.

### دهه ۱۹۳۰: از دست دادن آزادی‌ها
در حالی که دولت اولیه ایرلند آزاد از حقوق زنان حمایت می‌کرد، در دهه بعدی، ایمون دو والرا، که از طرفداران رهایی زنان نبود، با همراهی کلیسا، تعالیم کاتولیکی و محافظه‌کارانه اجتماعی را در قوانین تثبیت کرد.در سال ۱۹۳۵، استفاده از وسایل پیشگیری از بارداری غیرقانونی اعلام شد.
قانون اساسی ایرلند در سال ۱۹۳۷ حق رأی و شهروندی برابر برای زنان و مردان را تضمین کرد. بااین‌حال، طلاق ممنوع شد و ماده ۴۱٫۲ این قانون اساسی بیان می‌کرد:
- دولت اذعان دارد که زن با زندگی‌اش در خانه، نقش اجتماعی‌ای ایفا می‌کند که بدون آن، خیر عمومی محقق نمی‌شود.
- بنابراین، دولت باید تلاش کند تا مادران به دلیل نیاز اقتصادی مجبور به کار در خارج از خانه و غفلت از وظایف خانگی خود نشوند.

### دهه ۱۹۷۰: جنبش‌های فمینیستی موج دوم

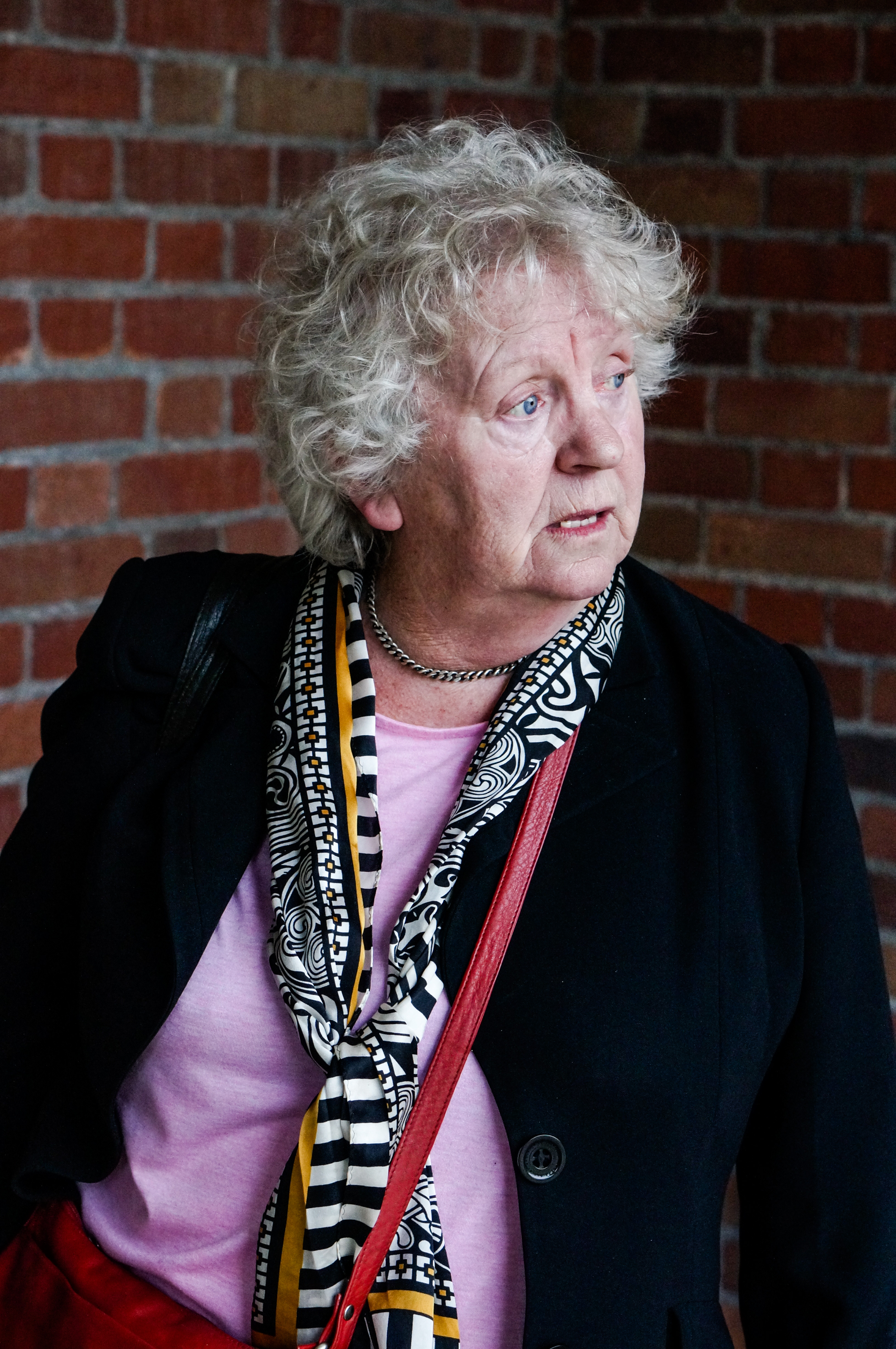
نل مک‌کافرتی

فمینیسم موج دوم در ایرلند در دهه ۱۹۷۰ آغاز شد و زنان پیشرو مانند نل مک‌کافرتی، مری کنی، جون لوین و نوآلا اوفالین در خط مقدم آن قرار داشتند. در آن زمان، اکثر زنان در ایرلند خانه‌دار بودند.
جنبش رهایی زنان ایرلند اتحادی از گروهی از زنان ایرلندی بود که نگران تبعیض جنسیتی در ایرلند، چه از نظر اجتماعی و چه از نظر قانونی، بودند. این جنبش پس از گردهمایی در کافه بیولی در خیابان گرافتون دوبلین در سال ۱۹۷۰ آغاز شد. بعدها آن‌ها جلسه‌های خود را هر دوشنبه در رستوران مارگارت گاج در خیابان بگوت برگزار کردند. این گروه عمر کوتاهی داشت، اما تأثیرگذار بود و در ابتدا با دوازده زن، که اکثرشان روزنامه‌نگار بودند، شروع شد. یکی از بنیان‌گذاران آن جون لوین بود.
در سال ۱۹۷۱، گروهی از فمینیست‌های ایرلندی (از جمله جون لوین، مری کنی، نل مک‌کافرتی، مایرین جانستون و دیگر اعضای جنبش رهایی زنان ایرلند)، در اقدامی نمادین به بلفاست، در ایرلند شمالی، سفر کردند و با کاندوم‌هایی که در آن زمان در ایرلند غیرقانونی بود، به دوبلین بازگشتند؛ این حرکت به «قطار پیشگیری» معروف شد.
در سال ۱۹۷۳، گروهی از فمینیست‌ها به رهبری هیلدا تویدی از انجمن زنان خانه‌دار ایرلند، شورایی برای بررسی و پیگیری وضعیت زنان تأسیس کردند که هدفش دستیابی به برابری برای زنان بود. این شورا به‌عنوان یک سازمان مادر برای گروه‌های زنان عمل می‌کرد. در دهه ۱۹۹۰، فعالیت‌های این شورا شامل حمایت از پروژه‌های تأمین‌شده توسط صندوق اجتماعی اروپا، اجرای برنامه‌ها و حمایت از انجمن‌های زنان و رهبری آن‌ها بود. در سال ۱۹۹۵، پس از بازنگری استراتژیک در این شورا، آن‌ها نام خود را به شورای ملی زنان ایرلند تغییر داد.

## حقوق قانونی زنان
در سال ۱۹۷۳، قانون منع کار زنان متأهل در ایرلند لغو شد. این قانون پیش‌تر مانع از اشتغال هر زن متأهلی در بخش عمومی می‌شد.
پرونده «مک‌گی علیه دادستان کل» در سال ۱۹۷۳ در دیوان عالی ایرلند مطرح شد و به ماده ۴۱ قانون اساسی ایرلند ارجاع داده شد. این پرونده دربارهٔ مری مک‌گی بود که به دلیل شرایط پزشکی‌اش، پزشک به او هشدار داده بود که بارداری مجدد می‌تواند زندگی‌اش را به خطر بیندازد. به همین دلیل، پزشک استفاده از دیافراگم و ژل اسپرم‌کش را برای او تجویز کرد. بااین‌حال، ماده ۱۷ قانون کیفری سال ۱۹۳۵ مانع از دسترسی او به این نسخه پزشکی می‌شد. دیوان عالی با رأی ۴ به ۱ به نفع او رأی داد و اعلام کرد که زوج‌های متأهل از حق قانونی برخوردارند تا به‌صورت خصوصی دربارهٔ فرزندآوری تصمیم‌گیری کنند.
پیش از قانون حمایت از خانواده در سال ۱۹۷۶، یک شوهر می‌توانست بدون اطلاع یا رضایت همسرش، خانه خانوادگی را بفروشد یا به رهن بگذارد.
قانون برابری در اشتغال سال ۱۹۷۷، تبعیض جنسیتی در زمینه استخدام را تا حد زیادی ممنوع کرد.
قانون سلامت (برنامه‌ریزی خانواده) سال ۱۹۷۹، فروش وسایل پیشگیری از بارداری در ایرلند را با ارائه نسخه پزشک مجاز کرد.
در سال ۱۹۸۳، موج دوم فمینیسم در ایرلند با یک عقب‌گرد مواجه شد؛ زمانی که متمم هشتم قانون اساسی ایرلند تصویب شد و «جنین» را به‌عنوان موجودی دارای حق حیات برابر با «مادر» به رسمیت شناخت.بر این اساس، سقط جنین در ایرلند تنها در صورتی قانونی بود که به‌عنوان نتیجه یک مداخله پزشکی برای نجات جان زن باردار انجام شود، و بعدها بر اساس قوانین جدید، این خطر برای زندگی زن شامل خطر خودکشی نیز شد. بااین‌حال، در سال ۲۰۱۸، متمم هشتم از طریق همه‌پرسی لغو شد.
ایرلند در سال ۱۹۸۵ به کنوانسیون رفع همه اشکال تبعیض علیه زنان ملحق شد.
قانون اقامتگاه و به‌رسمیت‌شناسی طلاق‌های خارجی سال ۱۹۸۶، تحمیل مکان زندگی زوج توسط مرد را لغو کرد.

### اشتغال
قانون منع کار زنان متأهل در سال ۱۹۲۴ در ایرلند وضع شد و زنان متأهل را از کار در بخش عمومی محروم مکرد. این قانون در سال ۱۹۷۳ لغو شد.
قانون برابری در اشتغال سال ۱۹۷۷، تبعیض جنسیتی در استخدام را تا حد زیادی ممنوع کرد.
قانون برابری در اشتغال سال ۱۹۹۸، برابری جنسیتی در زمینه اشتغال را تقویت کرد.
در ایرلند، نرخ اشتغال زنان در سال ۲۰۰۷ به ۶۰٫۶ درصد رسید، اما در سال ۲۰۰۹ به ۵۷٫۶ درصد کاهش یافت و طی سه سال بعد به ۵۵٫۲ درصد در سال ۲۰۱۲ رسید. بااین‌حال، در سال ۲۰۱۴ نرخ اشتغال زنان اندکی افزایش یافت و به ۵۵٫۹ درصد رسید. در سال ۲۰۱۳، مردان به‌طور متوسط ۳۹٫۲ ساعت در هفته در مشاغل پردرآمد کار می‌کردند، در حالی که این رقم برای زنان ۳۱٫۲ ساعت در هفته بود.

### ازدواج و طلاق
طلاق در قانون اساسی سال ۱۹۳۷ ممنوع شده بود.
پیش از قانون حمایت از خانواده سال ۱۹۷۶، یک شوهر می‌توانست بدون رضایت یا حتی اطلاع همسرش، خانه خانوادگی را بفروشد یا به رهن بگذارد. پیش از سال ۱۹۸۱، مفهومی به نام «گفت‌وگوی کیفری» در ایرلند وجود داشت که به مرد اجازه می‌داد از هر شخصی که با همسرش رابطه جنسی داشت شکایت کند، حتی اگر آن رابطه با رضایت دو طرف انجام شده بود، مگر اینکه زوج از قبل جدا شده باشند و جدایی به دلیل شخص مورد شکایت رخ نداده باشد. در پرونده «مورفی علیه دادستان کل» در سال ۱۹۸۲، یک زوج متأهل با موفقیت علیه بندهای ۱۹۲ تا ۱۹۸ قانون مالیات بر درآمد سال ۱۹۶۷ که درآمد یک زن متأهل ساکن با همسرش را به‌عنوان درآمد شوهر برای اهداف مالیاتی محاسبه می‌کرد، اعتراض کردند و این قانون را مغایر قانون اساسی دانستند.

### پیشگیری از بارداری و سقط جنین
استفاده از وسایل پیشگیری از بارداری در جمهوری ایرلند در سال ۱۹۳۵ بر اساس قانون اصلاح قانون کیفری سال ۱۹۳۵ غیرقانونی اعلام شد.
پرونده «مک‌گی علیه دادستان کل» در سال ۱۹۷۳ در دیوان عالی ایرلند مطرح شد و به ماده ۴۱ قانون اساسی ارجاع داده شد.
پرونده «ایکس» در سال ۱۹۹۲، یک پرونده مهم در دیوان عالی ایرلند بود که حق زنان ایرلندی برای سقط جنین را در صورتی که زندگی زن باردار به دلیل بارداری در خطر باشد، از جمله خطر خودکشی، به رسمیت شناخت. در سال ۱۹۹۲، متمم سیزدهم قانون اساسی ایرلند تصویب شد که اعلام کرد حفاظت از حق حیات جنین، آزادی سفر به خارج از کشور را محدود نمی‌کند.
در سال ۱۹۹۳، اصلاحیه قانون سلامت (برنامه‌ریزی خانواده)، فروش وسایل پیشگیری از بارداری در ایرلند را بدون نیاز به نسخه آزاد کرد. در سال ۲۰۱۲، مرگ ساویتا هالاپاناوار، چهار روز پس از یک سقط کامل، در تاریخ ۲۸ اکتبر در بیمارستان دانشگاه گالوی در ایرلند، منجر به اعتراضات گسترده در سراسر کشور شد که به هند، بریتانیا و بسیاری از کشورهای دیگر نیز گسترش یافت و خواستار بازنگری قوانین سقط جنین در ایرلند شدند. بخشی از این واکنش، دولت ایرلند را به معرفی قانون حفاظت از حیات در دوران بارداری در سال ۲۰۱۳ واداشت که از ۱ ژانویه ۲۰۱۴ اجرایی شد. این قانون شرایط و فرآیندهایی را که سقط جنین در ایرلند می‌توانست به‌صورت قانونی انجام شود، تعریف کرد. بخش‌های مربوط به خودکشی از جنجالی‌ترین بخش‌های این لایحه بود. در سال ۲۰۱۳، اولین سقط جنین قانونی در ایرلند بر روی زنی انجام شد که یک بارداری غیرقابل‌ادامه ۱۸ هفته‌ای داشت و زندگی‌اش در خطر بود.
در سال ۲۰۱۸، متمم هشتم قانون اساسی ایرلند که «جنین» را به‌عنوان موجودی دارای حق حیات برابر با «مادر» به رسمیت می‌شناخت، از طریق همه‌پرسی لغو شد. کارزارهای فمینیستی نقش مهمی در نتیجه مثبت این همه‌پرسی ایفا کردند که به رأی اکثریت «آری» منجر شد.
قانون سلامت (تنظیم خاتمه بارداری) سال ۲۰۱۸ که در سال ۲۰۱۹ اجرایی شد، شرایط و فرآیندهایی را که سقط جنین می‌تواند به‌صورت قانونی در ایرلند انجام شود، تعریف کرد. این قانون اجازه می‌دهد که خاتمه بارداری تا ۱۲ هفته انجام شود.

### سایر مسائل حقوق زنان
ایرلند در سال ۱۹۸۵ به کنوانسیون رفع همه اشکال تبعیض علیه زنان ملحق شد. قانون عدالت کیفری در سال ۲۰۱۲، ختنه اندام تناسلی زنان را در ایرلند ممنوع کرد.

## زنان در سیاست ایرلند
در سال ۱۹۹۰، مری رابینسون به‌عنوان اولین رئیس‌جمهور زن ایرلند انتخاب شد. رئیس‌جمهور زن دوم، مری مک آلیس بود که بین سال‌های ۱۹۹۷ تا ۲۰۱۱ در این مقام بود.
در دسامبر ۲۰۰۸، سناتور ایوانا باچیک مراسمی را در مجلس لینستر ترتیب داد که طی آن از تمام زنانی که در طول سال‌ها در پارلمان ایرلند انتخاب شده بودند، تجلیل شد. از سال ۱۹۱۸ تاکنون، ۱۳۱ زن به پارلمان ایرلند راه یافته‌اند. در سال ۱۹۱۸، کنستانس مارکیویچ به‌عنوان اولین زن در مجلس عوام بریتانیا انتخاب شد، اما طبق سیاست تحریم حزب شین فین، کرسی خود را نپذیرفت و در سال ۱۹۱۹ به‌عنوان نماینده در دُیل اِرِن مشغول به کار شد.
پس از انتخابات عمومی ایرلند در سال ۲۰۱۱ و بازنگری کابینه در سال ۲۰۱۴، چهار زن به‌عنوان وزیر کابینه منصوب شدند که بالاترین تعداد زنان در مناصب ارشد وزارتی در تاریخ ایرلند بود: جون برتون، فرانسیس فیتزجرالد، جن اوسالیوان و هدر هامفریز. تا سال ۲۰۲۴، چهار زن در کابینه حضور دارند.
زنان در سیاست ایرلند همچنان اقلیت کوچکی از دارندگان مناصب سیاسی را تشکیل می‌دهند. عوامل اصلی این وضعیت، نقش کاتولیسیسم سنتی در فرهنگ سیاسی ایرلند و تأثیر محلی‌گرایی در سیاست حزبی است. آن ماری اوبراین، زنان فعال در وزارت امور خارجه ایرلند مرتبط بین سال‌های ۱۹۲۳ تا ۱۹۷۶ را بررسی کرده و دریافته است که زنان در سازمان ملل فرصت‌های بیشتری داشته‌اند.